# Entedonomphale
Entedonomphale is een geslacht van vliesvleugeligen uit de familie Eulophidae. De wetenschappelijke naam van dit geslacht is voor het eerst geldig gepubliceerd in 1915 door Girault.

## Soorten
Het geslacht Entedonomphale omvat de volgende soorten:
- Entedonomphale bicolorata (Ishii, 1933)
- Entedonomphale boccaccioi Triapitsyn, 2005
- Entedonomphale borneonicus (Narendran, 2007)
- Entedonomphale bulgarica Boyadzhiev & Triapitsyn, 2007
- Entedonomphale carbonaria (Erdös, 1954)
- Entedonomphale dei (Girault, 1922)
- Entedonomphale esenini Triapitsyn, 2005
- Entedonomphale lermontovi Triapitsyn, 2005
- Entedonomphale margiscutum Girault, 1915
- Entedonomphale mira Girault, 1920
- Entedonomphale nubilipennis (Williams, 1916)
- Entedonomphale postmarginalis (Shafee, Rizvi & Khan, 1988)
- Entedonomphale quasimodo Triapitsyn, 2005
- Entedonomphale zakavyka Triapitsyn, 2005